# Pittosporum ferrugineum
Pittosporum ferrugineum är en tvåhjärtbladig växtart. Pittosporum ferrugineum ingår i släktet Pittosporum och familjen Pittosporaceae.

## Underarter
Arten delas in i följande underarter:
- P. f. ferrugineum
- P. f. laxiflorum
- P. f. linifolium